# Mygliżka reka
Mygliżka reka (bułg. Мъглижка река) – rzeka w środkowej Bułgarii, lewy dopływ Tundży w zlewisku Morza Egejskiego. Długość - 39 km, powierzchnia zlewni - 69,3 km². 
Źródła Mygliżkiej reki znajdują się w paśmie górskim Trewnenska Płanina w środkowej Starej Płaninie. Rzeka spływa na południe do Kotliny Kazanłyckiej i uchodzi do Tundży koło wsi Jagoda.